# پلک نزن (فیلم)
پلک نزن یا چشم‌پوشی نکن (به انگلیسی: Don't Blink) همچنین به عنوان آخرین توقف (به انگلیسی: Last Stop) نیز شناخته می‌شود فیلمی محصول سال ۲۰۱۴ و به کارگردانی تراویس اوآتس است. در این فیلم بازیگرانی همچون مینا سوواری، برایان آستین گرین، جوآن کلی، زاک وارد، رابرت پیکاردو و فیونا گوبلمن ایفای نقش کرده‌اند.